# 埃布讷弗卢山
46°30′29″N 7°57′11″E / 46.50806°N 7.95306°E

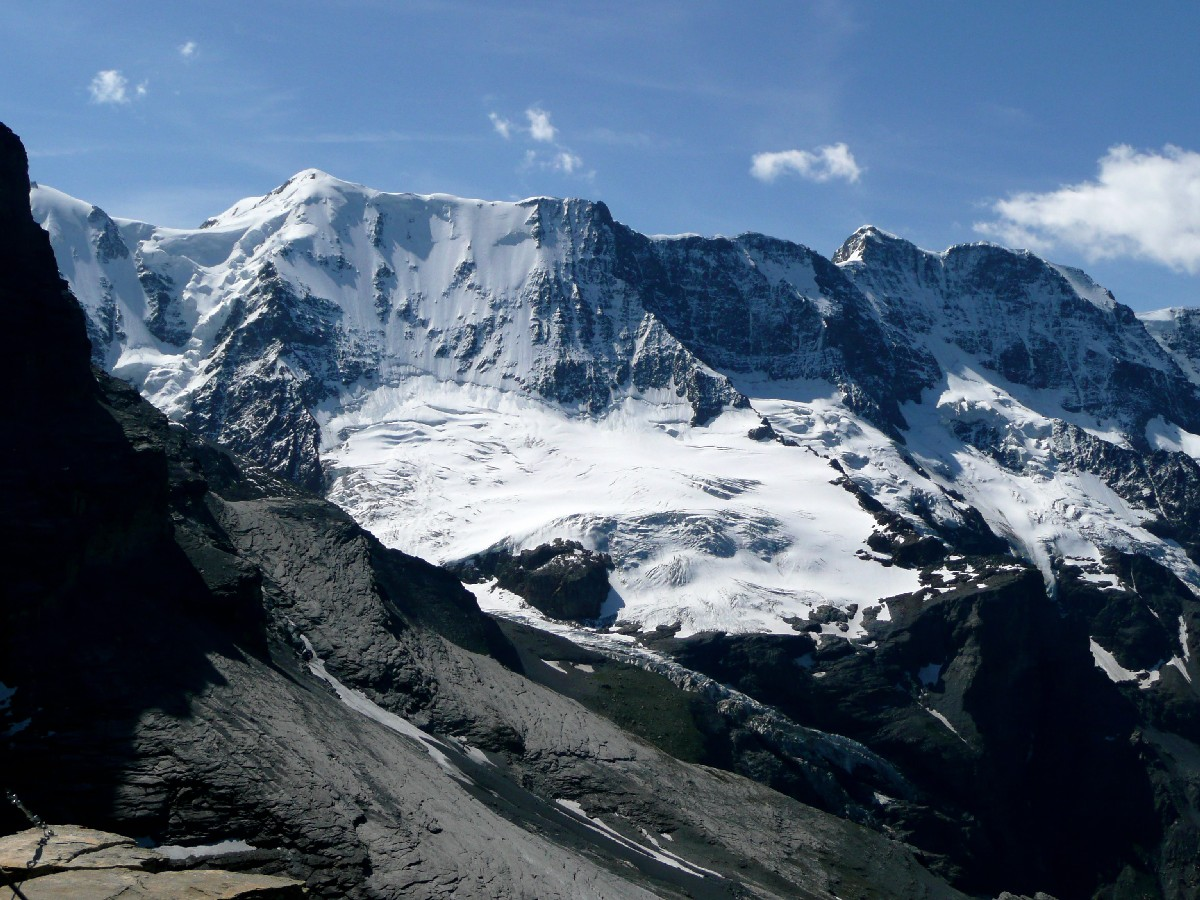

埃布讷弗盧山（德語：Ebnefluh）是瑞士的山峰，位於該國南部，由伯恩州和瓦萊州負責管轄，屬於伯尔尼山的一部分，海拔高度3,962米，人類在1868年8月27日首次登頂。

## 外部連結
- The Ebnefluh on SummitPost （页面存档备份，存于）